# Barum (Landkreis Lüneburg)
 For alternative betydninger, se Barum. (Se også artikler, som begynder med Barum)
Barum er en kommune i den nordvestlige del af Landkreis Lüneburg i den tyske delstat Niedersachsen, og er en del af Samtgemeinde Bardowick.

## Geografi
Barum ligger midt på Lüneburger Elbmarsk, mellem byerne Lüneburg (ca. 13 km), Winsen (ca. 16 km), Lauenburg (ca. 18 km) og Geesthacht (ca. 15 km) samt Hamburg (ca. 40 km). Elben ligger ca. 6 km væk.
I kommunen ligger landsbyerne Barum, Horburg og St. Dionys.
Landsbyen gennemløbes af floden Neetze (biflod til Ilmenau ), der i den nordlige del udvider sig til en sø der kaldes Barumer See. Fra Neetze udgår Neetzekanal der blev anlagt i slutningen af det 19. århundrede.